# Callomyia fortunata
Callomyia fortunata är en tvåvingeart som beskrevs av Frey 1936. Callomyia fortunata ingår i släktet Callomyia och familjen svampflugor.
Artens utbredningsområde är Kanarieöarna. Inga underarter finns listade i Catalogue of Life.